# De Zaandplatte
De Zaandplatte is een molen in de buurtschap Engeland te Ruinen in de Nederlandse gemeente De Wolden).
Het is een rietgedekte, achtkantige houten beltmolen daterend uit 1964. De wieken hebben een vlucht van 20 meter.  
Geschiedenis
Oorspronkelijk stond deze molen in Echten.  De eerste vermelding van de molen was in 1681 (maar daarvoor bestond er kennelijk ook al een molen die was in 1673 gesloopt bij de opmars van de Münsterse troepen tijdens de Tweede Münsterse Oorlog).  
De molen moet daarna flink verbouwd zijn want volgens het rijksmonumentenregister, dateerde de molen uit de periode 1866/1868. Het jaartal 1868 stond ook in de molen. 
Volgens Anton ten Bruggencate dateerde de molen echter uit 1789. Het zou kunnen dat er in 1789 ook een grote verbouwing geweest is.  
De molen uit 1866 verkeerde rond 1960 in vervallen staat. De gemeente Ruinen wilde ook een molen en daarom werd de molen in Echten in 1962 afgebroken en verplaatst naar de huidige locatie in Ruinen. Een gedeelte van de balkenconstructie werd gebruikt voor de nieuwe molen.

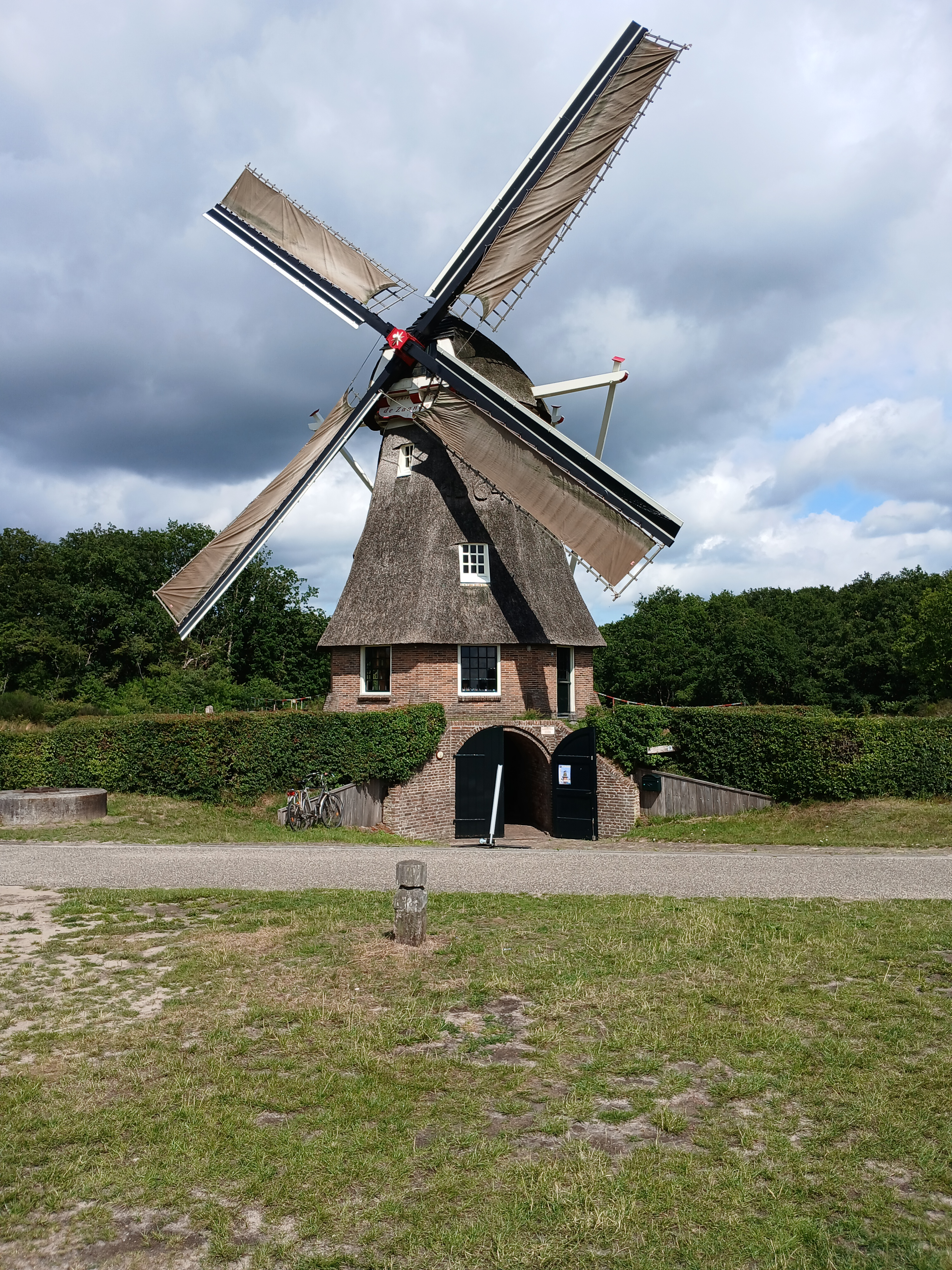
De Molen draaiend in het zonnetje in Juli 2025

In de buurt van de huidige plaats in Ruinen stond tot 1878 ook al een andere molen. 
Bij de herbouw werd gebruik gemaakt van een groot deel van de oude molen uit Echten zodat er eigenlijk sprake is van een verplaatsing. De herbouw werd verricht door de molenmaker J.D. Medendorp uit Zuidlaren. 
De molen in Ruinen werd in 1964 in gebruik genomen. De molen deed aanvankelijk dienst als vakantiewoning in beheer bij de toenmalige gemeente Ruinen. 
In de jaren negentig van de 20e eeuw, werd de molen weer gerestaureerd door de firma Vaags uit Aalten. De molen is sindsdien weer maalvaardig. Daarna werd de molen door de gemeente overgedragen aan de Stichting Vrienden van de Ruiner Molen. 
De molen wordt nu gerund door een tiental vrijwilligers. De vrijwilligers doen het onderhoud (grasmaaien, schilderen etc.) en draaien de molen.
De molen draait elke zaterdag en donderdag en is dan open voor bezoekers. Gratis.
De Zaandplatte is in 2007, na een internetenquête door de Drentse molenstichting, uitgeroepen tot de mooiste molen van Drenthe.

## Zie ook

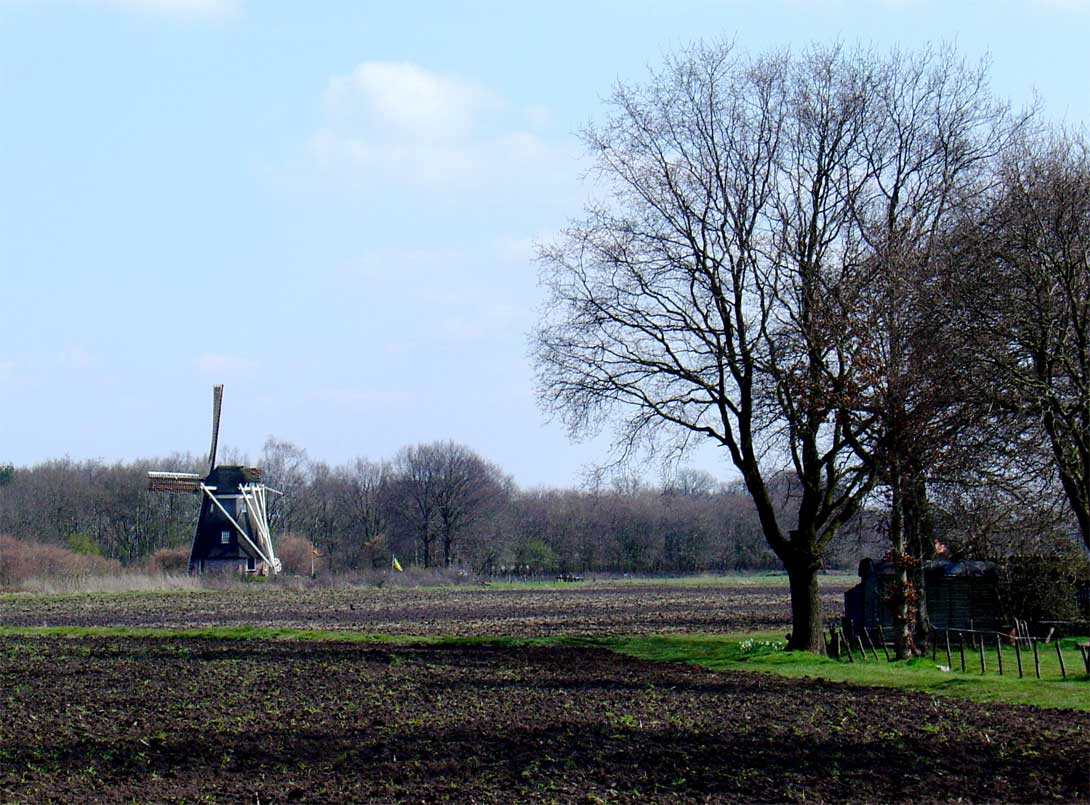
Zicht op de molen De Zaandplatte in de buurtschap Engeland